# 1923 год в науке
В 1923 году произошли следующие события в области науки:

## События
- Июнь — закрыто Московское археологическое общество.
- 19 августа:
  - Открылась Всероссийская сельскохозяйственная и кустарно-промышленная выставка, проходившая на месте парка им. Горького в Москве. Выставка являлась предшественником ВДНХ.
  - Первое советское научно-исследовательское судно, «Персей» вышло в свой первый рейс.
- В Италии открыта астрономическая обсерватория Мерате.
- Австрийский этолог Карл фон Фриш опубликовал работу «Über die ‚Tiersprache|Sprache‘ der Bienen. Eine tierpsychologische Untersuchung», посвящённую изучению коммуникации пчёл[1].
- Русско-американский инженер Владимир Зворыкин подал патентную заявку (US Patent 2141059 of 20.12.1938) на телевидение, осуществляемое полностью на электронном принципе.

## Родились
- 9 января — Василий Владимиров, советский и российский математик (ум. 2012).
- 23 января:
  - Михаил Бронштейн, эстонский и советский экономист.
  - Эрвин Бюннинг, немецкий биолог.
- 27 января — Константин Бутейко, учёный, физиолог, врач-клиницист (ум. 2003).
- 16 февраля — Маргарет Барр, канадский миколог (ум. 2008).
- 24 февраля
  - Клавдия Павловна Фролова, советский и украинский литературовед и критик, профессор (ум. 2010).[2]
  - Минору Ода, японский учёный, астрофизик, один из основателей космических исследований в Японии (ум. 2001).
  - Михайло Маркович, сербский философ, представитель Школы праксиса (ум. 2010).
  - Норман Мур, британский эколог, один из самых влиятельных экспертов по защите природы, писатель.
  - Тадеуш Голебиевски (пол. Tadeusz Gołębiewski), польский учёный-биотехнолог, профессор (ум. 2010).
  - Зигмунд Скорзински — польский социолог и общественный деятель (ум. 2018).[3]
- 28 февраля — Расим Амиров, башкирский электрокардиохирург, физиолог (ум. 1995).
- 28 апреля — Зарифа Алиева, известный азербайджанский офтальмолог (ум. 1985).
- 30 апреля — Виктор Адамский, советский, российский физик, участвовал в разработке, создании и испытании термоядерного устройства РДС-202 (ум. 2005).
- 5 мая — Джеймс Арнольд, американский учёный, почётный профессор химии имени Гарольда Юри и признанный первопроходец в области планетарной и космической химии в Калифорнийском университете в Сан-Диего (ум. 2012).
- 17 мая — Виктор Беляков, русский советский учёный в области криогенной и вакуумной техники (ум. 1986).
- 21 мая:
  - Павел Агаджанов, выдающийся советский инженер-конструктор армянского происхождения, один из основоположников советской космонавтики (ум. 2001).
  - Арман Борель, швейцарский математик (ум. 2003).
- 23 мая — Марк Вольпин, русский советский химик (ум. 1996).
- 3 июня — Игорь Шафаревич, русский математик, философ и публицист.
- 28 июня — Говард Бигелоу, американский миколог (ум. 1987).
- 6 августа — Борис Бойко, советский и белорусский физик (ум. 1999).
- 1 сентября — ГеоргийРатнер, один из основоположников сердечно-сосудистой хирургии в России (ум. 2001).
- 21 сентября — Николай Борисевич, советский и белорусский физик.
- 24 сентября — Рауль Ботт, американский математик (ум. 2005).
- 2 октября — Евгений Арменский, деятель российского образования и науки, основатель Московского института электронного машиностроения.
- 13 октября — Алексей Бодалёв, выдающийся русский психолог.
- 27 октября — Спартак Беляев, советский физик, академик РАН.
- 8 ноября — Джек Килби, американский физик, инженер, создатель первой интегральной микросхемы, лауреат Нобелевской премии по физике (ум. 2005).
- 13 декабря — Филип Андерсон, американский физик-теоретик.

## Скончались
- 23 января — Генрих Вальдейер, немецкий анатом и гистолог (род. 1836).
- 6 февраля — Эдвард Барнард, американский астроном (род. 1857).
- 11 февраля — Вильгельм Киллинг, немецкий математик (род. 1847).
- 15 февраля — Шарль Клермон-Ганно, французский востоковед (род. 1846).
- 8 марта:
  - Ян Ван-дер-Ваальс, голландский физик, лауреат Нобелевской премии по физике (род. 1837).
  - Эрнст Зальковский, немецкий физиолог (род. 1844).
- 27 марта — Джеймс Дьюар, шотландский физик и химик (род. 1842).
- 5 апреля — Джордж Герберт, английский египтолог и собиратель древностей (род. 1866).
- 24 апреля — Александр Аленич, украинский физик и астроном (род. 1890).
- 28 мая — Павел Глезденёв, марийский просветитель, литератор и этнограф (род. 1867).
- 4 июня — Дмитрий Анучин, известный русский географ, антрополог, этнограф, археолог, музеевед (род. 1843).
- 4 июля — Вячеслав Заленский, русский ботаник-физиолог (род. 1875).
- 13 июля — Эрнст Бекман, немецкий химик (род. 1853).
- 15 июля — Вильгельм Иерузалем, австрийский историк, психолог, педагог (род. 1854).
- 2 августа — Гуго Гаудиг, немецкий педагог-реформатор,  один из создателей педагогики личности (род. 1860).
- 23 августа — Герта Айртон, английский инженер, математик и изобретатель (род. 1854).
- 24 августа — Франц Дофлейн, немецкий зоолог и протистолог (род. 1873).
- 3 сентября — Сергей Богуславский, российский физик (род. 1883).
- 10 ноября — Херлуф Винге, датский зоолог (род. 1857).
- 26 ноября — Владимир Иконников, русский историк (род. 1841).

## Награды

### Нобелевские премии
- Физика — Роберт Эндрюс Милликен — «За эксперименты по определению элементарного электрического заряда и фотоэлектрическому эффекту».
- Химия — Фриц Прегль — «За изобретение метода микроанализа органических веществ».
- Медицина и физиология — Фредерик Бантинг и Джон Маклеод — «За открытие инсулина».

### Медаль Копли
- Гораций Лэмб.

### Медаль Волластона
- Уильям Уитакер[англ.].